# 주식 시장 거품
주식 시장 거품(영어: Stock market bubble)은 주식시장에서 시장 참여자들이 어떤 주식 평가 시스템과 관련하여 주식 가격을 그 가치 이상으로 끌어올릴 때 발생하는 거품경제의 한 유형이다.
행동경제학 이론은 주식시장 거품을 집단사고와 집단행동으로 이어지는 인지 편향에 기인한다고 본다. 거품은 본질적인 불확실성과 잡음이 있는 실제 시장뿐만 아니라 예측 가능성이 높은 실험 시장에서도 발생한다. 주식시장 거품에 대한 다른 이론적 설명들은 거품이 합리적이며, 본질적이고, 전염성이 있다고 제안했다.

## 역사

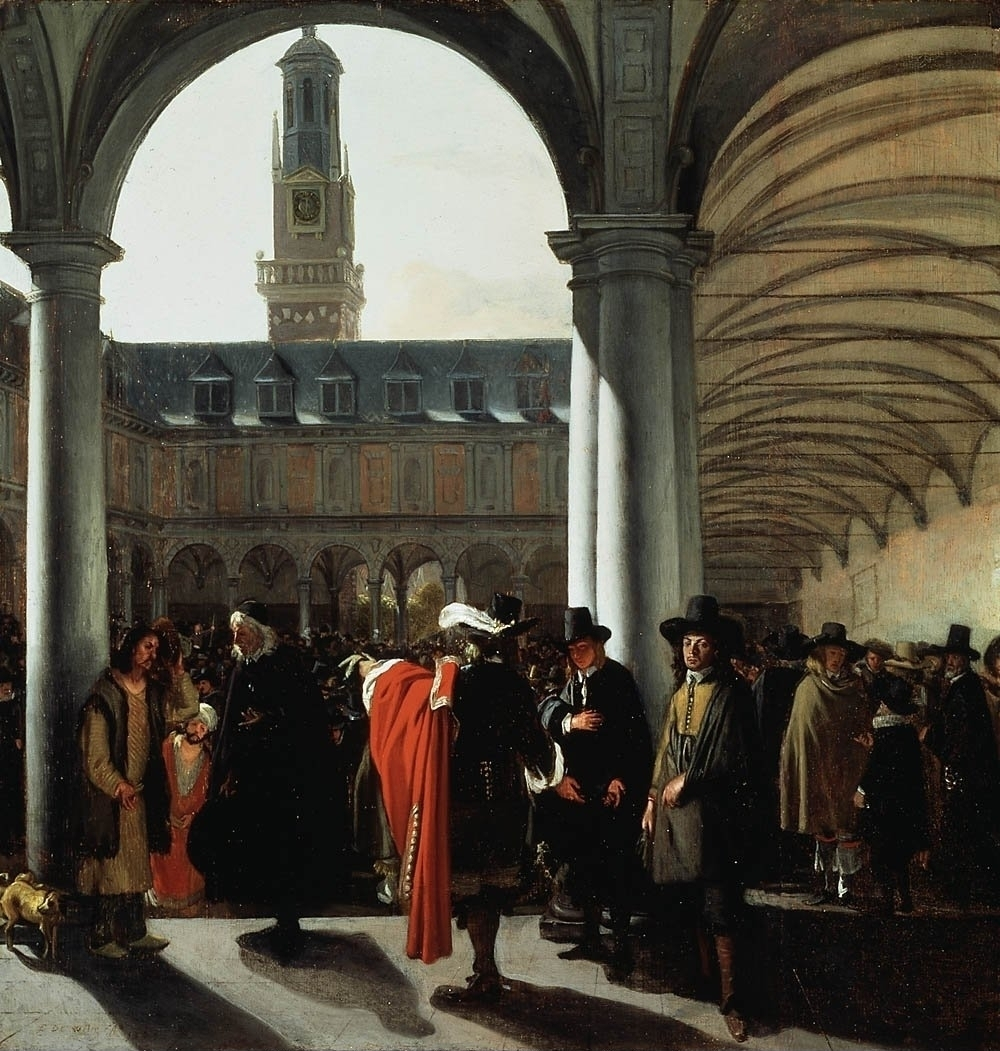
에마뉘얼 더 비테가 1653년에 그린 암스테르담 증권거래소(네덜란드어: Beurs van Hendrick de Keyser) 안뜰.

역사적으로 초기 주식시장 거품과 주가 대폭락은 역사상 최초의 공식 증권거래소와 주식시장의 발상지인 17세기 네덜란드 공화국의 금융 활동에 뿌리를 두고 있다. 1630년대의 튤립파동은 일반적으로 세계 최초로 기록된 투기 거품(또는 거품경제)으로 간주된다.

## 사례
초기의 두 유명한 주식시장 거품은 프랑스의 미시시피 계획과 영국의 남해 거품이었다. 두 거품 모두 1720년에 갑작스럽게 끝나 수천 명의 불운한 투자가들이 파산했다. 이 이야기들과 다른 많은 이야기들은 찰스 매케이의 1841년 인기 저서 "대중의 미망과 광기"에 기록되어 있다.

나스닥 종합 지수는 1990년대 후반에 급등했다가 닷컴 버블의 결과로 급격히 하락했다.

닛케이 평균주가.

20세기 가장 유명한 두 거품은 1929년 월스트리트 대폭락 직전의 1920년대 미국 주식 거품과 그에 뒤이은 대공황, 그리고 1990년대 후반의 닷컴 버블로, 신기술 개발을 둘러싼 투기 활동에 기반을 두었다. 1920년대에는 라디오, 자동차, 항공 및 전력망 배치를 포함한 다양한 기술 혁신이 광범위하게 도입되었다. 1990년대는 인터넷 및 전자상거래 기술이 부상한 시기로, 이들 중 다수는 최소한의 판매 및 수익 프로필을 가졌다.
주목할 만한 다른 주식시장 거품으로는 1880년대 후반에서 1890년대 초반 브라질에서 발생한 엥실하멘토, 1970년대 초의 니프티 피프티 주식, 1987-89년의 대만 주식, 그리고 1980년대 후반의 일본 주식이 있다.
주식시장 거품은 종종 기업공개에서 과열 시장을 초래한다. 왜냐하면 투자 은행가들과 그들의 고객들이 부풀려진 가격으로 새로운 주식을 발행할 기회를 보기 때문이다. 이러한 과열된 IPO 시장은 장기적인 경제적 가치를 창출하는 기업이 아닌 투기적 경향에 의해 좌우되는 분야로 투자 자금을 잘못 할당한다. 일반적으로 거품 시장에서 IPO가 과도하게 많을 때, IPO 회사들의 상당 부분이 완전히 실패하고, 투자가들에게 약속된 것을 결코 달성하지 못하거나, 심지어 사기의 수단이 될 수도 있다.

## 합리적인가 비합리적인가
감정적 및 인지적 편향(행동경제학 참조)이 거품의 원인으로 보이지만, 현상이 나타날 때 전문가들은 군중에 반대하지 않기 위해 합리성을 찾으려 한다. 따라서 때로는 사람들이 과거의 주식 평가 규칙이 더 이상 적용되지 않을 수 있는 새로운 경제를 언급하며 고평가된 시장에 대한 우려를 일축한다. 이러한 사고방식은 모든 사람이 더 큰 바보를 찾을 의도로 투자하는 거품을 더욱 확산시키는 데 도움이 된다. 그러나 일부 분석가들은 집단 지혜를 인용하며 가격 움직임이 실제로는 근본적인 수익에 대한 합리적 기대를 반영한다고 말한다. 대규모 투자자들은 시장을 흔들기에 충분히 강력해져 주식시장 거품을 생성한다.
행동경제학 이론가와 효율적 시장 이론가 사이의 상충되는 주장을 가려내기 위해 관찰자들은 근본적인 가치를 쉽게 측정할 수 있을 때 발생하는 거품을 찾아야 한다. 1980년대 후반 폐쇄형 국가 펀드의 거품과 실험 자산 시장에서 발생하는 거품이 여기에 해당한다. 효율적 시장 가설에 따르면 이런 일은 발생하지 않으므로 어떤 데이터라도 잘못된 것이다. 폐쇄형 국가 펀드의 경우, 관찰자들은 주식 가격을 주당 순자산 가치(펀드의 총 보유 자산 순가치를 발행 주식 수로 나눈 값)와 비교할 수 있다. 실험 자산 시장의 경우, 관찰자들은 주식 가격을 주식을 보유함으로써 기대되는 수익(실험자가 결정하여 거래자에게 전달)과 비교할 수 있다.
폐쇄형 국가 펀드와 실험 시장 모두에서 주식 가격은 근본 가치에서 분명히 벗어난다. 노벨상 수상자인 버넌 스미스 박사는 그의 가격 거품 연구에서 1989년과 1990년 Spain Fund의 가격과 순자산 가치를 보여주는 차트로 폐쇄형 국가 펀드 현상을 설명했다. 최고점에서 스페인 펀드는 약 35달러에 거래되었는데, 이는 주당 순자산 가치 약 12달러의 거의 세 배에 달하는 금액이었다. 동시에 스페인 펀드와 다른 폐쇄형 국가 펀드가 상당한 프리미엄으로 거래되면서, 많은 발행사들이 새로운 국가 펀드를 만들고 높은 프리미엄으로 IPO를 판매한 덕분에 폐쇄형 국가 펀드의 수가 폭발적으로 증가했다.
폐쇄형 국가 펀드의 프리미엄이 폐쇄형 펀드가 거래되는 일반적인 할인율로 되돌아오는 데는 불과 몇 달밖에 걸리지 않았다. 프리미엄으로 펀드를 매수했던 사람들은 "더 큰 바보"를 찾아 나섰으나, "더 큰 바보"의 공급은 한동안 뛰어나게 많았다.

## 양성 되먹임
어떤 주식의 가격 상승은 투자자들의 관심을 끌 것이다. 모든 투자자들이 주식의 본질을 연구하려는 의지나 흥미를 가지고 있는 것은 아니며, 그런 사람들에게는 가격 상승 자체가 투자할 충분한 이유가 된다. 결국, 추가 투자는 가격에 부양책을 제공하여 양성 되먹임 루프를 완성한다.
모든 동적 시스템과 마찬가지로 금융 시장은 끊임없이 변화하는 균형 속에서 작동하며, 이는 가격 변동성으로 이어진다. 그러나 일반적으로 자기 조정(음성 되먹임)이 발생한다. 가격이 오르면 더 많은 사람이 매도를 유도하고, 더 적은 사람이 매수를 유도한다. 이는 변동성을 제한한다. 그러나 양성 되먹임이 시작되면 시장은 양성 되먹임이 있는 모든 시스템처럼 증가하는 불균형 상태로 들어간다. 이는 자산 가격이 합리적인 "경제적 가치"를 훨씬 넘어 급격히 치솟았다가 나중에 급격히 하락하는 금융 거품에서 볼 수 있다.

## 인센티브의 영향
상호 펀드 매니저와 같은 투자 관리자는 동료 대비 성과에 따라 보상받고 고용된다. 거품이 형성되는 동안 보수적이거나 역발상적인 입장을 취하면 동료에 비해 불리한 성과를 낳는다. 이는 고객이 다른 곳으로 가도록 만들 수 있으며, 투자 관리자의 고용이나 보상에 영향을 미칠 수 있다. 미국 주식 시장의 전형적인 단기 집중은 투자 관리자가 거품 형성 단계, 특히 장기간에 걸쳐 형성되는 거품에 참여하지 않을 경우 위험을 악화시킨다. 고객을 위해 수익을 극대화하고 자신의 고용을 유지하기 위해, 그들은 자신이 형성되고 있다고 믿는 거품에 합리적으로 참여할 수 있는데, 이는 그렇게 하지 않는 위험보다 이점이 더 크기 때문이다.

## 같이 보기
- 프랑스 증권 거래소의 역사 (프랑스어)
- 세계 금융 위기 (2007년~2008년)
- 자산 배분
- 경기순환
- 집단행동
- 다각화 (금융)
- 닷컴 버블
- 가공 자본
- 재무 모델링
- 금융 위험 관리
- 비이성적 과열
- 시장 트렌드
- 위험관리
- 주가 대폭락